# Klostermølle
 For alternative betydninger, se Klostermølle (flertydig). (Se også artikler, som begynder med Klostermølle)
56°2′22″N 9°41′36″Ø / 56.03944°N 9.69333°Ø
Klostermølle var oprindelig vandmølle for Voer Kloster i Voerladegård Sogn, som lå ved Gudenåen for enden af Mossø.
I 1872 blev munkenes gamle mølle, der siden reformationen havde fungeret som kornmølle, omdannet til træsliberi. På basis heraf lavede man en papfabrik, drevet af kraften i åens vand. Det færdige pap blev i dampbåde sejlet over Mossø til jernbanestationen i Alken (by). Produktionen fortsatte helt til 1974, hvor en del af bygningerne brændte; Den lange tørrelade blev dog bevaret. Staten har købt stedet i forbindelse med en større fredning omkring Mossø og Vissing Kloster, og der er i dag naturskole, og hovedsæde for Natur & Ungdom.
11 ha skov ved Klostermølle er udpege til ny anden biodiversitetsskov. Arealet er en del af naturfredning, Vissingkloster fra 1984.

## Naturgenopretning
16. april 2020 fik åen mulighed for at finde sit naturlige løb oven for Klostermølle, da en spærring nedenfor Sukkertoppen, hvis historie går tilbage til klostertiden i 1100-tallet, blev fjernet.